# Пен: Подорож до Небувалії
«Пен: Подорож до Небувалії» (англ. Pan) — американське сімейне пригодницьке фентезі режисера Джо Райта, що вийшло 2015 року. Стрічка розповідає про пригоди Пітера Пена. У головних ролях Леві Міллер, Г'ю Джекмен, Ґаррет Гедлунд.
Уперше фільм продемонстрували 20 вересня 2015 року у Великій Британії. В Україні у широкому кінопрокаті показ фільму розпочався 8 жовтня 2015.

## Сюжет
Маленького хлопчика Пітера Пена, якого мати Мері залишила під дверима сиротинця, виховують у цьому закладі. Через декілька років Пітера разом з його другом впіймали, коли вони хотіли вкрасти і поділити їжу між сиротами, а потім він знаходить листа своєї матері, у якому вона пише, що вони зустрінуться «у цьому чи іншому світі». Щоб помститися хлопцям, наглядачка викликає піратів, які забирають їх до Небувалії — магічної країни, де зупинився час.

## Творці фільму

### У ролях
| Актор          | Роль                                           |
| -------------- | ---------------------------------------------- |
| Леві Міллер    | Пітер Пен, хлопчик                             |
| Г'ю Джекмен    | Чорна борода, пірат                            |
| Ґаррет Гедлунд | Капітан Джеймс Гак, пірат, капітан корабля     |
| Руні Мара      | Тигрова Лілія, донька вождя племені            |
| Аділь Ахтар    | Сем Сміґель / містер Смі, боцман Капітана Гака |
| Нонсо Анозі    | Єпископ, права рука Чорної бороди              |
| Аманда Сейфрід | Мері, мати Пітера                              |
| Кара Делевінь  | русалка                                        |
| Луїс Партрідж  | хлопчик-шахтар                                 |

### Знімальна група
- Кінорежисер — Джо Райт
- Сценарист — Джейсон Фукс
- Кінопродюсери — Ґреґ Берланті, Сара Шехтер, Пол Вебстер
- Виконавчі продюсери — Тім Льюїс і Стівен Мнучин
- Композитор — Джон Павелл
- Кінооператори — Джон Метісон і Шеймус МакҐарві
- Кіномонтаж — Вільям Гой і Пол Тотгілл
- Підбір акторів — Діксі Чейсі і Джина Джей
- Художники-постановники — Аліна Бонетті
- Артдиректори — Раві Бенсел, Ґевін Фітч, Філ Гарві, Пол Лаґ'є, Род Маклін і Марк Скратон
- Художник по костюмах — Жаклін Дюрран[9].

## Виробництво
Сценарій фільму був внесений до Чорного списку Голлівуду 2013 року. У січні 2014 року Гарретт Хедлунд був обраний на роль молодої версії Капітана Гака. 24 січня 2014 року Джекман був офіційно затверджений на роль пірата Чорної Бороди. У лютому був оголошений кастинг на роль Пітера Пена, яка в березні дісталася новачку Леві Міллеру. У квітні 2014 року була обрана Аманда Сейфрід. У серпні 2014 року на роль русалки була обрана британська модель Кара Делевінь. Руні Мара отримала роль Тигрової Лілії.

## Сприйняття

### Оцінки
Фільм отримав загалом погані відгуки: Rotten Tomatoes дав оцінку 26 % на основі 162 відгуків від критиків (середня оцінка 4,5/10) і 44 % від глядачів зі середньою оцінкою 3,1/5 (49 428 голосів). Загалом на сайті фільм має погані оцінки, фільму зарахований «гнилий помідор» від кінокритиків і «розсипаний попкорн» від глядачів, Internet Movie Database — 5,9/10 (27 782 голоси), Metacritic — 36/100 (35 відгуків критиків) і 4,8/10 від глядачів (133 голоси). Загалом на цьому ресурсі від критиків фільм отримав погані відгуки, а від глядачів — змішані.

### Касові збори
Під час прем'єрного показу у США, що розпочався 9 жовтня 2015 року, протягом першого тижня фільм був показаний у 3 515 кінотеатрах і зібрав 15 315 435 $, що на той час дозволило йому зайняти 3 місце серед усіх прем'єр. Показ фільму тривав 91 день (13 тижнів) і завершився 7 січня 2016 року, зібравши у прокаті у США 35 088 320 доларів США, а у решті світу 91 900 000 $ (за іншими даними 88 800 000 $), тобто загалом 126 988 320 доларів США (за іншими даними 123 888 320 $) при бюджеті 150 млн доларів США.

## Дубляж українською мовою
Дублювання українською мовою зроблено студією «Postmodern». Переклад здійснено Олегом Колесниковим, режисером дубляжу була Анна Пащенко, звукорежисер — Антон Семикопенко, звукорежисери перезапису — Роман Гоменюк і Максим Пономарчук.
Ролі озвучили: Максим Чумак, Андрій Твердак, Роман Чорний, Катерина Буцька, Роман Чупіс, Костянтин Черноклилюк, Євген Синчук, Людмила Суслова, Юлія Перенчук та інші.

### Виноски
1. 1 2  Pan: Release Info (англ.). Internet Movie Database. Процитовано 7 лютого 2016.
2. 1 2  Пен: Подорож у Небувалію. Kino-teatr.ua. Процитовано 7 лютого 2016.
3. 1 2  Pamela McClintock (21 квітня 2015). Summer Box Office: What's Behind Warner Bros.' Risky Move to Release Nine Movies (англ.). The Hollywood Reporter. Процитовано 7 лютого 2016.
4. 1 2 3  Pan (англ.). Box Office Mojo. Процитовано 7 лютого 2016.
5. 1 2 3 4  Pan (2015) (англ.). The Numbers. Процитовано 7 лютого 2016.
6. ↑  Pan (2015) (англ.). AllMovie. Процитовано 7 лютого 2016.
7. ↑  Пен: Подорож до Небувалії. Кіноманія. Архів оригіналу за 7 лютого 2016. Процитовано 7 лютого 2016.
8. ↑  Юлія Купріна, Андрій Фарисей (9 жовтня 2015). Прем'єри тижня: «Марсіанин» і «Пен: Подорож до Небувалії». У прокат виходять науково-фантастична драма про життя на Марсі та ще один варіант відомої історії про хлопчика, який ніколи не дорослішає. Forbes.ua. Архів оригіналу за 18 жовтня 2015. Процитовано 7 лютого 2016.
9. ↑  Pan: Full Cast & Crew (англ.). Internet Movie Database. Процитовано 7 лютого 2016.
10. ↑  The Black List Announces 2013 Screenplays (Complete List). Variety. 16 грудня 2013. Процитовано 28 липня 2014.
11. ↑  Darwin, Liza (5 серпня 2014). OMG! Get a First Look at Cara Delevingne in Pan. Nylon. Процитовано 6 серпня 2014.
12. ↑  Rooney Mara to Play Tiger Lily in Warner Bros.' 'Pan'. Variety. 12 березня 2014. Процитовано 28 липня 2014.
13. ↑  Pan (англ.). Rotten Tomatoes. Процитовано 7 лютого 2016.
14. ↑  Pan (англ.). Internet Movie Database. Процитовано 7 лютого 2016.
15. ↑  Pan (англ.). Metacritic. Процитовано 7 лютого 2016.
16. ↑  Pan (англ.). Postmodern LLC. Архів оригіналу за 26 грудня 2015. Процитовано 6 лютого 2016.